# Ga Hapjeong
Ga Hapjeong (Tiếng Hàn: 합정역, Hanja: 合井驛) là một ga ngầm của Tàu điện ngầm Seoul tuyến số 2 và Tàu điện ngầm Seoul tuyến số 6 ở Seogyo-dong và Hapjeong-dong, Mapo-gu, Seoul. Có Cầu đường sắt Dangsan chạy giữa Ga Dangsan và Ga Hapjeong.

## Lịch sử
- 30 tháng 6 năm 1983: Tên ga được quyết định là Ga Hapjeong[3]
- 22 tháng 5 năm 1984: Việc kinh doanh bắt đầu với việc khai trương đoạn Ga Đại học Quốc gia Seoul ~ Euljiro 1(il)-ga của Tàu điện ngầm Seoul tuyến 2 (6 lối ra)
- Giữa những năm 1990: Lối ra 1 cũ, Lối ra 6 cũ (hướng về vòng xuyến Hapjeong), đóng cửa do xây dựng Tuyến 6.
- 1 tháng 1 năm 1997: Ga tuyến 2 đóng cửa, tạm dừng hoạt động lần 1 (công việc lắp đặt đường hồi lưu trong ga)
- 15 tháng 2 năm 1997: Tuyến vòng hoàn thành, hoạt động kinh doanh trở lại
- 1 tháng 9 năm 1999: Đóng cửa ga, tạm ngừng kinh doanh lần thứ hai (loại bỏ đường rẽ trong ga)
- 16 tháng 11 năm 1999: Việc kinh doanh trở lại sau khi hoàn thành việc xây dựng lại cầu đường sắt Dangsan
- 22 tháng 11 năm 1999: Cầu đường sắt Dangsan mở cửa trở lại, dịch vụ giữa ga Dangsan và ga Hapjeong được nối lại.
- 15 tháng 12 năm 2000: Tàu điện ngầm Seoul tuyến 6 khai trương và trở thành ga trung chuyển, mở rộng tới 9 lối ra.
- 16 tháng 6 năm 2006: Lắp đặt cửa chắn tại các ga Tuyến 2
- 31 tháng 3 năm 2021: Phá dỡ làn đường trung tâm ga Hapjeong và xây dựng nhà chờ thông minh
- 29 tháng 8 năm 2021: Hoàn thành nhà chờ thông minh
- 30 tháng 8 - 1 tháng 9 năm 2021: Bắt đầu vận hành thử.
- 2 tháng 9 năm 2021: Chính thức khai trương
- Tháng 3 năm 2022: Tên ga dự kiến được đổi thành Ga Hapjeong (Hiệp hội Phúc lợi Trẻ em Holt), giống với Ga Hapjeong trên Tàu điện ngầm Seoul tuyến 6.
- Năm 2023: Tên ga thụ đổi thành SeAH Tower do hết hạn hợp đồng với Hiệp hội Phúc lợi Trẻ em Holt

## Bố trí ga

### Tuyến số 2 (B2F)
| Dangsan ↑        |
| \| Vòng ngoài    |
| ↓ Đại học Hongik |

| Vòng ngoài | ●Tuyến 2 | ← Hướng đi Văn phòng Yeongdeungpo-gu · Sindorim · Sindang · Gangnam      |
| Vòng trong | ●Tuyến 2 | → Hướng đi Đại học Hongik · Sinchon · Tòa thị chính · Euljiro 1(il)-ga → |

### Tuyến số 6 (B4F)
| Mangwon ↑ |
| \| W/B    |
| ↓ Sangsu  |

| Hướng Tây  | ● Tuyến 6 | ← Hướng đi Sân vận động World Cup · Digital Media City · Eungam |
| Hướng Đông | ● Tuyến 6 | → Hướng đi Sangsu · Gongdeok · Samgakji · Seokgye · Sinnae →    |

## Xung quanh nhà ga
| Lối ra \| 나가는 곳 \| Exit \| 出口 | Lối ra \| 나가는 곳 \| Exit \| 出口 |
| ----------------------------------- | --- |
| 1                                   | Seogyo-dong |
| 2                                   | Yanghwa-ro |
| 3                                   | Far East Broadcasting Company (FEBC) Trung tâm an ninh Seogyo Trung tâm hỗ trợ phụ nữ Sineulpureun Seoul                                                                             |
| 4                                   | Trung tâm An toàn Seogyo 119 Bưu điện Seogyo-dong |
| 5                                   | Bưu điện Seogyo-dong Trung tâm An toàn Seogyo 119 |
| 6                                   | Dongmak-ro Hướng đi Sangsu-dong Trung tâm hỗ trợ phụ nữ Sineulpureun Seoul |
| 7                                   | Trung tâm cảnh sát Hapjeong Trường trung học cơ sở Seongsan Bảo tàng liệt sĩ Jeoldusan Nghĩa trang truyền giáo nước ngoài Yanghwajin                                                 |
| 8                                   | Trung tâm cộng đồng Hapjeong-dong Trường tiểu học Seongsan Mapo Hangang Prugio Công viên Seonyudo Ngôi nhà lành mạnh · Trung tâm hỗ trợ gia đình đa văn hóa Mapo-gu YG Entertainment |
| 9                                   | Chợ Yeongjin Khu vực Đại học Hongik SeAH Tower Mecenatpolis APT |
| 10                                  | Seogyo-dong |

## Hình ảnh

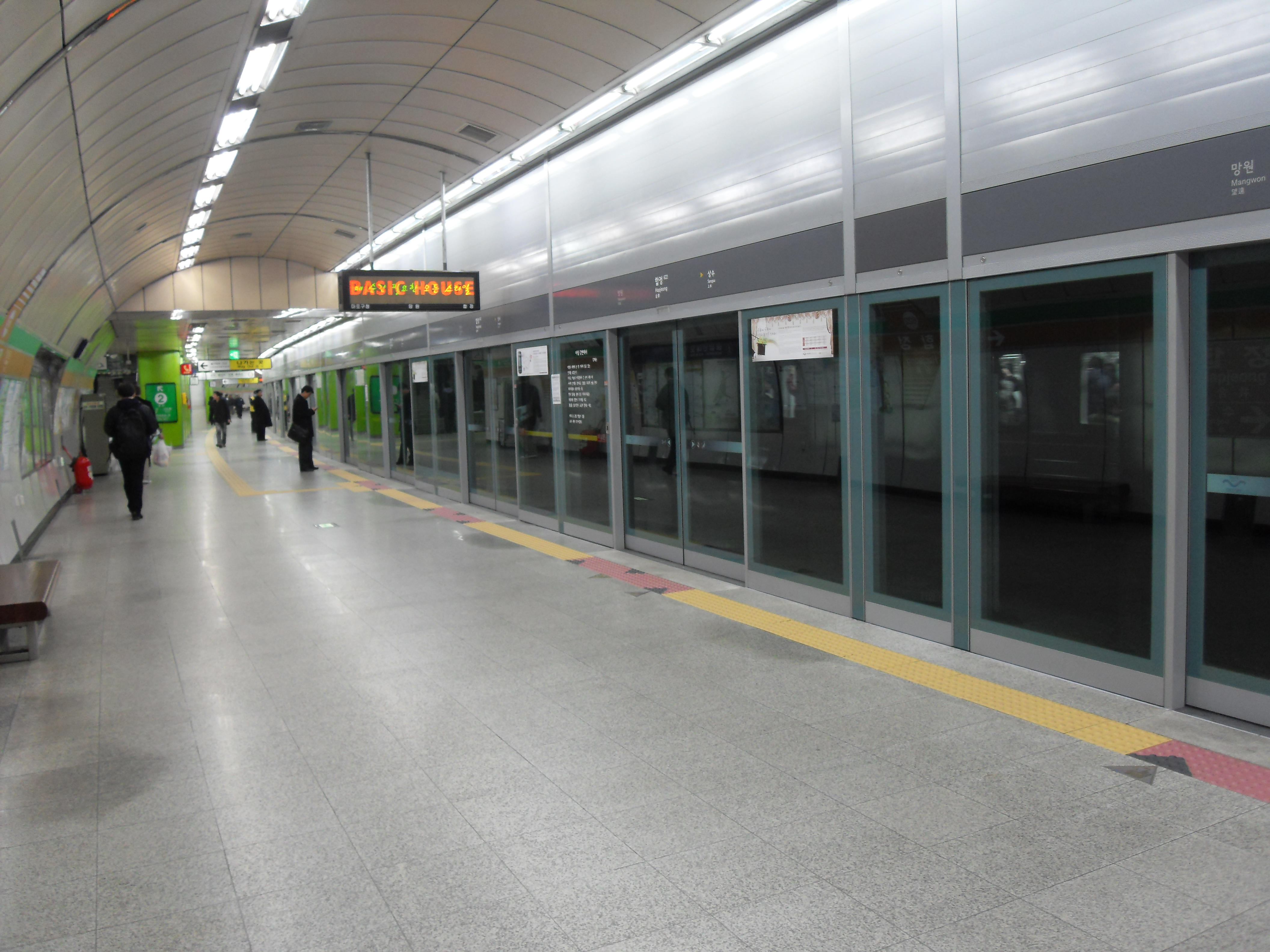
Sân ga Tuyến 6
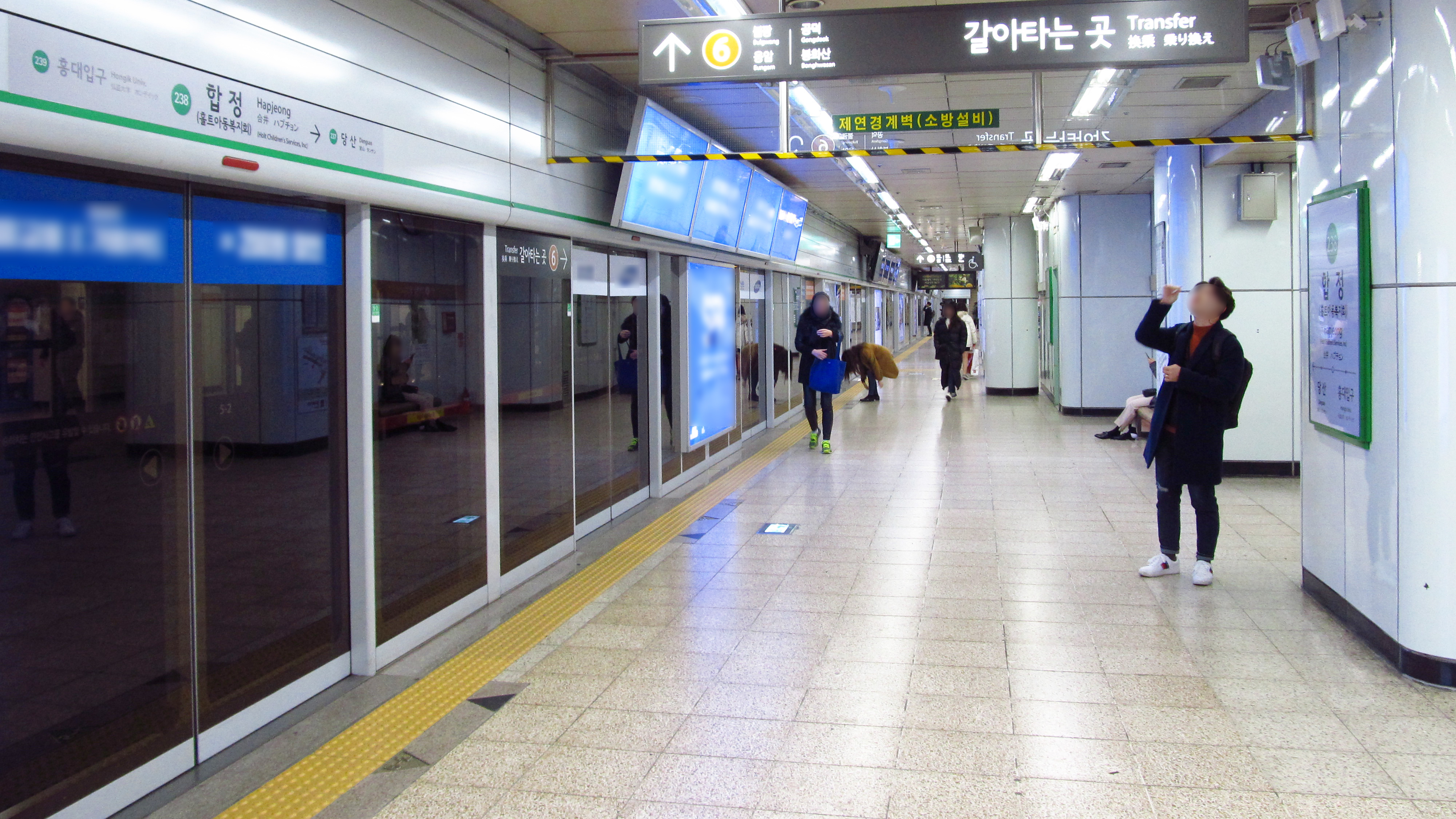
Sân ga Tuyến 2